# 俄乌战争伤亡
此列表包括包含由2014年開始的顿巴斯战争和2022年2月24日俄罗斯入侵乌克兰后的伤亡数据。

## 顿巴斯战争
截至2021年12月31日，顿巴斯战争中的死亡人数估計为14,200至14,400。

### 总死亡人数
| 分項                                                                         | 死亡人数                         | 时段                        | 来源                       |
| ---------------------------------------------------------------------------- | -------------------------------- | --------------------------- | -------------------------- |
| 总计                                                                         | 14,200至14,400死亡               | 2014年4月6日-2021年12月31日 | 联合国                     |
| 平民                                                                         | 3,404死亡（其中312人为外籍人士） | 2014年4月6日-2021年12月31日 | 联合国                     |
| 烏方部隊（乌克兰武装部队、乌克兰国民警卫队、乌克兰国家边防局及乌克兰志愿营） | 4,647人死亡                      | 2014年4月6日-2022年2月23日  | 军事史博物馆               |
| 顿涅茨克人民共和国与卢甘斯克人民共和国联合部队                               | 6,517人死亡                      | 2014年4月6日-2022年2月23日  | 联合国与顿涅茨克人民共和国 |
| 俄罗斯军队                                                                   | 400~500人死亡                    | 2014年4月6日-2015年3月10日  | 美国国务院                 |

## 2022年俄罗斯入侵乌克兰
俄乌战争平民和军人的伤亡数字无法做出确切的估计。 下表汇总了各方估计的数据。
2022年9月，俄罗斯国防部证实，共有5937名俄罗斯士兵在战斗中阵亡。頓涅茨克人民共和國表示，截至2022年12月22日，已有4163名頓涅茨克人民共和國军人阵亡，17329人受伤。根據俄罗斯安全局的说法，截至2023年2月28日，俄军伤亡人数达11万人。瓦格纳负责人表示，截至2023年5月25日，瓦格納已有超过20,000名士兵阵亡。据BBC俄語和Mediazona的說法，截至2024年4月12日，俄軍已有50471人死亡。而BBC推測，截至2023年11月初，俄军实际死亡人数要超过72650人。
| 分类                                            | 分类                                            | 各方估计的伤亡                                                                                          | 时间             | 来源                                                 | 参考资料             |
| ----------------------------------------------- | ----------------------------------------------- | --- | ---------------- | ---------------------------------------------------- | -------------------- |
| 乌军 （乌克兰武装部队、 国民警卫队、 边防部队） | 乌军 （乌克兰武装部队、 国民警卫队、 边防部队） | 10,000人死亡、30,000人受伤、7,200人失蹤、5,600人被俘虜                                                  | 至2022年6月3日   | 据乌克兰政府                                         | [ 16 ]               |
| 乌军 （乌克兰武装部队、 国民警卫队、 边防部队） | 乌军 （乌克兰武装部队、 国民警卫队、 边防部队） | 10,000-13,000人死亡                                                                                     | 至2022年12月2日  | 据乌克兰政府                                         | [ 17 ]               |
| 乌军 （乌克兰武装部队、 国民警卫队、 边防部队） | 乌军 （乌克兰武装部队、 国民警卫队、 边防部队） | 100,000人伤亡（61,207死亡 、49,368受伤）                                                                | 至2022年9月21日  | 据俄罗斯政府                                         | [ 18 ] [ 19 ]        |
| 乌军 （乌克兰武装部队、 国民警卫队、 边防部队） | 乌军 （乌克兰武装部队、 国民警卫队、 边防部队） | 100,000人伤亡                                                                                           | 至2022年11月10日 | 据美国军方                                           | [ 20 ] [ 21 ] [ 22 ] |
| 乌军 （乌克兰武装部队、 国民警卫队、 边防部队） | 乌军 （乌克兰武装部队、 国民警卫队、 边防部队） | 100,000人伤亡（但其后承认数字有错误）                                                                   | 至2022年12月1日  | 据欧盟委员会                                         | [ 23 ] [ 24 ]        |
| 乌军 （乌克兰武装部队、 国民警卫队、 边防部队） | 乌军 （乌克兰武装部队、 国民警卫队、 边防部队） | 100,000人伤亡                                                                                           | 至2023年1月22日  | 据挪威国防部                                         | [ 25 ]               |
| 乌军 （乌克兰武装部队、 国民警卫队、 边防部队） | 乌军 （乌克兰武装部队、 国民警卫队、 边防部队） | 124,500-131,000人伤亡（17,500人死亡）                                                                   | 至2023年年初     | 据美國情報部門泄密文件                               | [ 26 ] [ 27 ]        |
| 乌军 （乌克兰武装部队、 国民警卫队、 边防部队） | 乌军 （乌克兰武装部队、 国民警卫队、 边防部队） | 30,000人死亡（24,000人确认姓名、15,000人失踪、3,400人被俘）、90,000–100,000人受伤（根据1死3伤比例估算） | 至2023年11月14日 | 据烏克蘭公民团体記憶圖書小組                         | [ 28 ]               |
| 乌军 （乌克兰武装部队、 国民警卫队、 边防部队） | 乌军 （乌克兰武装部队、 国民警卫队、 边防部队） | 31,000人死亡                                                                                            | 至2024年2月25日  | 据乌克兰政府                                         | [ 29 ]               |
| 乌军 （乌克兰武装部队、 国民警卫队、 边防部队） | 乌军 （乌克兰武装部队、 国民警卫队、 边防部队） | 500,000人伤亡                                                                                           | 至2024年4月23日  | 据俄罗斯政府                                         | [ 30 ] [ 31 ]        |
| 乌军 （乌克兰武装部队、 国民警卫队、 边防部队） | 乌军 （乌克兰武装部队、 国民警卫队、 边防部队） | 43,000人死亡，370,000人受伤                                                                             | 至2024年12月8日  | 据乌克兰政府                                         | [ 32 ]               |
| 乌军 （乌克兰武装部队、 国民警卫队、 边防部队） | 乌军 （乌克兰武装部队、 国民警卫队、 边防部队） | 72247份讣告，60257份失踪报告，6213份被俘报告                                                            | 至2025年3月29日  | UA Losses Project开源情报统计                        | [ 33 ]               |
| 俄军及其盟友                                    | 俄羅斯聯邦武裝部隊                              | 5937人阵亡                                                                                              | 至2022年9月21日  | 据俄罗斯政府                                         | [ 8 ]                |
| 俄军及其盟友                                    | 俄羅斯聯邦武裝部隊                              | 90,000人伤亡（死亡、致残或失踪）                                                                        | 至2022年10月12日 | 俄罗斯独立媒体iStories                               | [ 34 ]               |
| 俄军及其盟友                                    | 俄羅斯聯邦武裝部隊                              | 100,000人伤亡                                                                                           | 至2022年11月10日 | 据美国军方                                           | [ 20 ] [ 21 ] [ 22 ] |
| 俄军及其盟友                                    | 俄羅斯聯邦武裝部隊                              | 150,000人伤亡                                                                                           | 至2023年1月21日  | 据美国估计                                           | [ 35 ]               |
| 俄军及其盟友                                    | 俄羅斯聯邦武裝部隊                              | 180,000人伤亡                                                                                           | 至2023年1月22日  | 据挪威国防部                                         | [ 25 ]               |
| 俄军及其盟友                                    | 俄羅斯聯邦武裝部隊                              | 189,500-223,000人伤亡（43,000人死亡）                                                                   | 至2023年年初     | 据美國情報部門泄密文件                               | [ 26 ] [ 27 ]        |
| 俄军及其盟友                                    | 俄羅斯聯邦武裝部隊                              | 100,000-120,000人死亡                                                                                   | 至2023年6月25日  | 据瓦格纳集团                                         | [ 36 ]               |
| 俄军及其盟友                                    | 俄羅斯聯邦武裝部隊                              | 315,000人傷亡                                                                                           | 至2023年11月30日 | 美國情報部門                                         | [ 37 ]               |
| 俄军及其盟友                                    | 俄羅斯聯邦武裝部隊                              | 75,000人死亡                                                                                            | 至2024年2月24日  | 据独立媒体《美杜莎报》                               | [ 38 ]               |
| 俄军及其盟友                                    | 俄羅斯聯邦武裝部隊                              | 64,000人死亡                                                                                            | 至2024年6月28日  | 《美杜莎报》根据俄罗斯联邦统计局发布的数据进行的估计 | [ 38 ]               |
| 俄军及其盟友                                    | 俄羅斯聯邦武裝部隊                              | 500,000人伤亡（180,000人死亡）                                                                          | 至2024年2月25日  | 据乌克兰政府                                         | [ 29 ]               |
| 俄军及其盟友                                    | 俄羅斯聯邦武裝部隊                              | 450,000人伤亡                                                                                           | 至2024年4月27日  | 据英国政府                                           | [ 39 ]               |
| 俄军及其盟友                                    | 俄羅斯聯邦武裝部隊                              | 466,150人伤亡                                                                                           | 至2024年4月28日  | 乌克兰武装部队总参谋部                               | [ 40 ]               |
| 俄军及其盟友                                    | 俄羅斯聯邦武裝部隊                              | 500,000人伤亡（150,000死亡）                                                                            | 至2024年5月4日   | 据法國政府                                           | [ 41 ]               |
| 俄军及其盟友                                    | 俄羅斯聯邦武裝部隊                              | 462,000-728,000人伤亡                                                                                   | 至2024年7月5日   | 《经济学人》根据美国国防部泄露文件估算               | [ 42 ]               |
| 俄军及其盟友                                    | 俄羅斯聯邦武裝部隊                              | 648,000人伤亡                                                                                           | 至2024年10月8日  | 据英国国防部估计                                     | [ 43 ]               |
| 俄军及其盟友                                    | 俄羅斯聯邦武裝部隊                              | 600,000人伤亡                                                                                           | 至2024年10月9日  | 据美国国防部高级官员                                 | [ 44 ] [ 45 ]        |
| 俄军及其盟友                                    | 俄羅斯聯邦武裝部隊                              | 估计165,000人死亡（其中97,994人已确认姓名）                                                             | 至2025年3月14日  | BBC俄语与俄罗斯独立媒体《Mediazona》                 | [ 46 ] [ 47 ]        |
| 俄军及其盟友                                    | 俄羅斯聯邦武裝部隊                              | 898,070人伤亡                                                                                           | 至2025年3月20日  | 据《乌克兰真理报》                                   | [ 48 ] [ 49 ]        |
| 俄军及其盟友                                    | 俄羅斯聯邦武裝部隊                              | 900,000人伤亡（20万-25万人死亡）                                                                        | 至2025年3月20日  | 据英国国防部估计                                     | [ 50 ]               |
| 俄军及其盟友                                    | 俄羅斯聯邦武裝部隊                              | 105,047份公开讣告或葬礼                                                                                 | 至2025年3月29日  | 电报频道“戈留什科”根据开源情报统计                   | [ 51 ]               |
| 俄军及其盟友                                    | 俄羅斯聯邦武裝部隊                              | 111,387人死亡（經姓名確認）                                                                             | 至2025年6月6日   | BBC俄语与俄罗斯独立媒体《Mediazona》                 | [ 52 ]               |
| 俄军及其盟友                                    | 瓦格纳集团                                      | 20,000名士兵阵亡                                                                                        | 至2023年5月25日  | 据瓦格纳集团                                         | [ 12 ]               |
| 俄军及其盟友                                    | 顿涅茨克军                                      | 4,163死亡、17,329受伤                                                                                   | 至2022年12月16日 | 頓涅茨克人民共和國                                   | [ 9 ] [ 10 ]         |
| 俄军及其盟友                                    | 朝軍                                            | 40死亡                                                                                                  | 至2024年10月31日 | Telegram頻道《ExileNova》                            | [ 55 ]               |
| 俄军及其盟友                                    | 朝軍                                            | 300人死亡，2,700人受伤                                                                                  | 至2025年1月13日  | 韩国国家情报院                                       | [ 56 ]               |
| 俄军及其盟友                                    | 朝軍                                            | 6,000人伤亡                                                                                             | 至2025年6月15日  | 英国国防部                                           | [ 57 ]               |

### 乌克兰平民伤亡
| 分类       | 各方估计的伤亡                               | 时期             | 来源                         | 参考资料             |
| ---------- | -------------------------------------------- | ---------------- | ---------------------------- | -------------------- |
| 乌克兰平民 | 40,000平民伤亡                               | 至2022年11月9日  | 据美国军方估计               | [ 58 ] [ 59 ] [ 60 ] |
| 乌克兰平民 | 20,000平民死亡                               | 至2022年12月1日  | 据欧盟委员会                 | [ 23 ]               |
| 乌克兰平民 | 30,000平民死亡                               | 至2023年1月22日  | 据挪威国防部                 | [ 25 ]               |
| 乌克兰平民 | 39,081平民伤亡（12,162人死亡、26,919人受伤） | 至2024年11月25日 | 联合国人权事务高级专员办事处 | [ 61 ]               |

### 各地區平民死亡人數
| 地區           | 人數                   | 時間                    | 來源       |
| -------------- | ---------------------- | ----------------------- | ---------- |
| 基輔州         | 1,311人死亡            | 2022年2月24日 – 3月31日 | 烏克蘭政府 |
| 盧甘斯克州     | 400人死亡              | 2022年2月24日 – 4月12日 | 烏克蘭政府 |
| 切爾尼戈夫州   | 350-400人死亡          | 2022年2月24日 – 3月29日 | 烏克蘭政府 |
| 哈爾科夫州     | 323 – 500+人死亡       | 2022年2月24日 – 3月25日 | 烏克蘭政府 |
| 尼古拉耶夫州   | 176人死亡              | 2022年2月24日 – 4月4日  | 烏克蘭政府 |
| 蘇梅州         | 100+人死亡             | 2022年2月24日 – 4月4日  | 烏克蘭政府 |
| 城市           | 人数                   | 时间                    | 烏克蘭政府 |
| 马里乌波尔     | 21,000+人死亡          | 2022年2月24日 – 4月12日 | 烏克蘭政府 |
| 克拉馬托爾斯克 | 57人死亡               | 2022年4月8日            | 烏克蘭政府 |
| 總計           | 23,717 – 23,944+人死亡 |                         | 烏克蘭政府 |

| 地區               | 傷亡             | 時間            | 來源               |               |
| ------------------ | ---------------- | --------------- | ------------------ | ------------- |
| 歐洲俄羅斯         | 58 死亡          | 至2023年6月30日 | 聯合國             |               |
| 克里米亞共和國     | 6 死亡           | 至2023年6月30日 | 聯合國             |               |
| 頓涅茨克人民共和國 | 1,191–4,409 死亡 | 至2023年5月11日 | 頓涅茨克人民共和國 | [ 71 ] [ 72 ] |
| 卢甘斯克人民共和国 | 192–900+ 死亡    | 至2023年3月2日  | 盧甘斯克人民共和國 | [ 73 ]        |

| 地區     | 傷亡   | 時間           | 來源     |
| -------- | ------ | -------------- | -------- |
| 卢布林省 | 2 死亡 | 2022年11月15日 | 波蘭政府 |

### 外籍平民死亡人数
| 国家       | 死亡人数 | 参考来源      |
| ---------- | -------- | ------------- |
| 希腊       | 12       | [ 74 ] [ 75 ] |
|            | 8        | [ 76 ]        |
| 英国       | 3        | [ 77 ] [ 78 ] |
| 白俄羅斯   | 2        | [ 79 ]        |
| 美国       | 2        | [ 80 ]        |
| 波蘭       | 2        |               |
| 阿富汗     | 1        | [ 81 ]        |
| 阿尔及利亚 | 1        | [ 82 ]        |
| 亞美尼亞   | 1        | [ 83 ]        |
|            | 1        | [ 84 ]        |
| 捷克       | 1        | [ 85 ]        |
| 埃及       | 1        | [ 86 ]        |
| 法國       | 2        | [ 87 ] [ 88 ] |
| 印度       | 1        | [ 82 ] [ 89 ] |
| 伊拉克     | 1        | [ 90 ]        |
| 愛爾蘭     | 1        | [ 91 ]        |
| 以色列     | 1        | [ 92 ]        |
| 立陶宛     | 1        | [ 93 ]        |
| 摩尔多瓦   | 1        | [ 95 ]        |
| 俄羅斯     | 1        | [ 96 ]        |

### 外籍志願兵死亡人數
| 国家           | 死亡人数       | 所属                    | 参考来源        |
| 乌克兰武装部队 | 乌克兰武装部队 | 乌克兰武装部队          | 乌克兰武装部队  |
| -------------- | -------------- | ----------------------- | --------------- |
|                | 47             | 格鲁吉亚军团            | [ 97 ]          |
| 中華民國       | 2              | 喀尔巴阡西奇营          | [ 98 ]          |
| 中华人民共和国 | 1              |                         | [ 99 ]          |
| 日本           | 1              | 喀尔巴阡西奇营          | [ 100 ]         |
| 白俄羅斯       | 26             | 卡斯图斯·卡利诺夫斯基营 | [ 101 ] [ 102 ] |
|                | 30             | 格鲁吉亚军团            | [ 101 ] [ 102 ] |
| 卢甘斯克人民军 |                |                         |                 |
| 義大利         | 1              | 幽灵旅                  | [ 103 ]         |
| 塞爾維亞       | 1              | 幽灵旅                  | [ 104 ] [ 105 ] |

| 国籍   | 死亡人数 | 部队   | 死者               | 来源    |
| ------ | -------- | ------ | ------------------ | ------- |
| 尚比亞 | 1        | 瓦格纳 | Lemekhani Nyirenda | [ 106 ] |

| 国籍 | 死亡人数 | 部队               | 来源            |
| ---- | -------- | ------------------ | --------------- |
| 伊朗 | 10       | 伊朗伊斯兰革命卫队 | [ 107 ] [ 108 ] |
| 中國 | 3        | 亲俄罗斯外国志愿兵 | [ 109 ] [ 110 ] |
| 印度 | 2        | 被诱骗的平民协助者 | [ 111 ]         |

### 知名死者

#### 烏方

##### 烏克蘭軍人

###### 2022年
- 2月24日，烏克蘭防空导弹系统部队中尉维塔利·莫夫昌阵亡，他是象征乌克兰抵抗精神的报告“目标已被摧毁”的报告者。
- 2月24日，烏克蘭戰鬥工兵維塔利·斯卡昆在赫爾松攻勢中陣亡，據報導，他為了摧毀一座橋樑以減緩俄羅斯軍隊的前進速度而犧牲了自己。[112]
- 2月25日，烏克蘭戰鬥機飛行員亞歷山大·奧克桑琴科上校在基輔戰役中陣亡。[113]
- 2月25日，烏克蘭自由黨活動家、士兵伊琳娜·茨維拉與同為士兵的丈夫一起在基輔陣亡。[114]
- 2月26日，军医因娜·杰鲁索娃在苏梅州奥赫特尔卡照顾受伤的战友时被敌军炮火杀害。[115]。
- 3月1日，烏克蘭冬季兩項運動員和士兵叶夫根尼·马雷舍夫（烏克蘭語：Малишев Євген Валентинович）在哈爾科夫戰役中陣亡。[116]
- 3月4日，烏克蘭狙擊手瓦西里·奇比涅夫在安東諾夫機場戰役中陣亡。[117]
- 3月6日，烏克蘭演員、領土防禦部隊（英语：Territorial Defense Forces (Ukraine)）士兵帕夫洛·李在基輔戰役 (2022年)中陣亡。[118]
- 3月7日，烏克蘭議會前議員和領土防禦部隊士兵亚历山大·马尔琴科 在基輔附近的一場戰鬥中陣亡。[119]
- 3月8日，33歲的男明星李帕沙（Pasha Lee），在他出戰首日，面對俄軍進攻伊爾平（Irpin），就不幸被砲擊戰死沙場。
- 3月9日，烏克蘭陸軍第9獨立摩托化步兵營營長谢尔盖·科坚科（英语：Serhiy Kotenko）上校在扎波罗热附近陣亡。[120]
- 3月10日，烏克蘭議會前議員、特殊任務巡邏營（英语：Special Tasks Patrol Police）Kyiv-1 副隊長叶夫根尼·杰伊杰伊（英语：Yevhen Deidei）在基輔戰役中被殺，情況不明。[121][122]
- 3月12日，烏克蘭陸軍第24機械化旅旅長瓦列里·古济（英语：Valeriy Hudz）上校在盧甘斯克陣亡。[123]
- 3月13日，烏克蘭空軍飛行員斯捷潘·塔拉巴爾卡在基輔戰役中陣亡，西方媒體暗示他是「基輔幽靈」。[124]
- 3月13日，烏克蘭特種作戰部隊成員、卡斯图斯·卡利诺夫斯基营的白俄羅斯籍副營長阿列克谢·斯科布利亚在基輔郊區的戰鬥中遭遇俄羅斯軍隊伏擊陣亡。[125][126]
- 3月14日，公眾人物、政治家、右翼亞速營創始人尼古拉·克拉夫琴科在基輔戰役中陣亡。[127][128]
- 5月4日，战地记者亚历山大·弗拉基米罗维奇·马霍夫因遭到俄罗斯军队炮击伤到肺部而牺牲。[129]
- 5月7日，烏克蘭海軍副司令伊霍尔·贝扎伊上校在執行任務期間被俄軍戰鬥機以導彈擊落陣亡。[130][131]
- 5月28日，记者维塔利·德雷克在波帕斯纳战役中遭俄军空袭身亡。[132]
- 6月9日，社会活动家罗曼·拉图什尼在伊久姆战斗中牺牲。[133]
- 6月19日，喀尔巴阡西奇营创始人奥列格·库钦在伊久姆战役与俄军作战时牺牲。[134][135]
- 11月2日，台湾花蓮縣阿美族人曾聖光在2022年9月初加入烏克蘭喀爾巴阡山（Carpathian Sich）步槍營，11月2日於烏克蘭東部與俄軍交戰時受傷，失血過多而死。他是第一位阵亡于2022年俄羅斯入侵烏克蘭的台湾志愿者。[136]
- 11月9日，日本的多布勒于乌克兰东部攻势中阵亡，他是第一个阵亡于2022年俄羅斯入侵烏克蘭的日本志愿者。
- 12月30日，被俘的亚历山大·马齐耶夫斯基在吸了一口烟后说出“荣光归乌克兰”口号后，被几名俄军士兵从不同角度开枪射杀。[137]

###### 2023年
- 4月17日，前最高拉达议员奥列格·巴尔纳在武赫莱达尔战役牺牲。[138]
- 4月19日，爱尔兰政治活动家芬巴·卡弗基在巴赫穆特牺牲。[139]
- 8月4日，前最高拉达议员谢尔盖·斯拉边科在扎波罗热州死亡。[140]

###### 2024年
- 4月6日，塞尔希·科诺瓦尔和战友塔拉斯·佩特里辛在顿涅茨克州恰西夫亚尔阵亡。[141]
- 10月，中华人民共和国籍志愿兵彭陈亮阵亡，首位阵亡的中国籍乌克兰志愿兵及俄罗斯入侵乌克兰期间第二位阵亡的中国籍士兵。[142]

###### 2025年
- 在2025年4月13日苏梅导弹袭击中，第27火箭炮兵旅旅长尤里·尤拉（烏克蘭語：Юла Юрій Андрійович）上校被炸死。[143]

##### 烏克蘭平民及記者

###### 2022年
- 3月7日，霍斯托梅爾市長尤里·普里利普科被俄羅斯軍隊殺害。[144]
- 3月17日，烏克蘭芭蕾舞者阿尔特姆·达齐申因在2月26日俄軍對基輔的砲擊中受傷而喪生。[145]
- 3月18日，纳粹大屠杀幸存者鲍里斯·罗曼琴科遭到俄罗斯空袭身亡。[146]
- 3月18日，烏克蘭女演員奥克萨娜·什韦茨（英语：Oksana Shvets）在俄軍對基輔一棟住宅樓的砲擊中喪生。[147]
- 3月24日，莫季任村长奥尔加·苏亨科被俄军绑架后杀害。[148]
- 4月2日，乌克兰总检察长办公室称自3月13日起失踪的摄影师马克西姆·列文在基辅郊外遭俄罗斯枪杀身亡。[149]
- 4月30日，时装设计师柳博芙·潘琴科在布查饿死。[150]
- 7月31日，尼布伦（英语：Nibulon）创始人阿列克谢·瓦达图尔斯基遭俄罗斯导弹袭击身亡。[151]
- 9月28日，音樂家尤里·克尔帕登科因拒絕和俄軍合作在家中被殺。[152]

###### 2023年
- 1月18日，2023年布罗瓦雷欧直EC225直升机坠毁事故共造成多人身亡，其中包括[153]:
  - 内政部长杰尼斯·莫纳斯特尔斯基
  - 副内政部长叶夫根尼·叶宁
- 7月1日，小说家维多利亚·阿梅丽娜遭到俄罗斯空袭身亡。[154]

###### 2024年
- 7月19日，前最高拉達議員伊琳娜·法里昂被俄罗斯新納粹恐怖組織国家社会主义/白人权力（英语：National Socialism / White Power）殺害。[155][156]

#### 俄方

##### 俄羅斯軍人

###### 2022年
- 2月24日，伊万·列万科夫在帮助一对乌克兰母女时遭到战友射杀。[157][158]

##### 烏東頓巴斯親俄武裝
- 3月5日，斯巴達營指揮官弗拉基米爾·若加上校在沃爾諾瓦哈陣亡。[159]

##### 叛變效忠俄羅斯的烏克蘭政治人物
- 3月2日，親俄的克雷明纳市長、烏克蘭議會前議員弗拉基米尔·斯特鲁克被發現已遭槍殺，此前他遭到綁架。[160]